# 地震予知連絡会

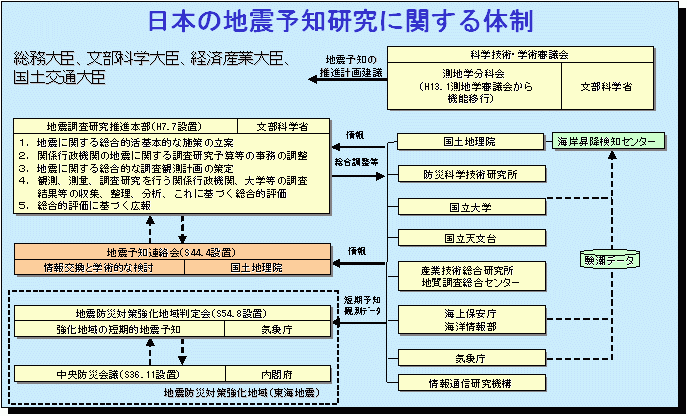
日本における地震予知の体制を示した図

地震予知連絡会（じしんよちれんらくかい）とは、地震と地殻変動に関する情報を交換し、地震予知に関する専門的な検討と研究を行う組織として、1969年に測地学審議会の建議により発足した。事務局である国土地理院から委嘱された学識経験者と関係行政機関の職員30名で構成される。この組織は、松代群発地震（1965～1969）の際に設置された「北信地域地殻活動情報連絡会」がモデルとなっている。
年4回の定期会議と、必要に応じ随時連絡会を開催する。定例会は公開で行われ、事前登録をすれば別室で傍聴が可能。
地震予知連絡会という名称だが、大地震の発生直前に予報を出すといった、実用的な短期予知を実施するための組織ではない。現在の日本政府では、短期予知のための組織は、気象庁に設置された「地震防災対策強化地域判定会（東海地域判定会）」と「南海トラフ沿いの地震に関する評価検討会」である。地震予知連絡会では、予知とは必ずしも関係が無い、地震全般の知見についての発表も多い。

## 名称について
2011年（平成23年）に東北地方太平洋沖地震（東日本大震災）が発生したが、東北地方の太平洋沖でマグニチュード9クラスの巨大地震が発生する可能性を事前に予測した研究者は少なかった。翌2012年11月には、組織の役割や名称について検討する作業部会の設置が決定された。地震予知は困難であるとの観点から、名称の改名も含めて検討されたが、2014年2月17日の会合にて「名称を変えることより、連絡会の研究の中身を充実させる方にエネルギーを費やすべき」、「現在の地震学の実力を示して今後の地震観測活動を行ってゆく」という姿勢を示して、現行の『地震予知連絡会』の名称変更を行わないことを決めた。

## 地震予知連絡会背景と沿革
- 1947年 : 前身となる、地震予知研究連絡委員会が1949年まで活動。
- 1960年5月 : 地震学会春期総会において、有志による「地震予知計画研究グループ」設置の提案。
- 1962年1月 : 「地震予知－現状とその推進計画」（通称：ブループリント[5]）策定。
- 1964年 : 測地学審議会の総会で「地震予知研究計画の実現について」の建議案が承認。
- 1965年～ : 松代群発地震。
- 1968年5月 : 十勝沖地震。
- 1968年5月24日 : 地震予知を推進するために、関係施設等の整備並びに地球物理学的観測及び調査業務の強化拡充に努める旨の閣議了解。
- 1968年7月16日 : 測地学審議会の第2次地震予知計画に関する建議により、地震予知連絡会設置が決定。
- 1969年4月 : 国土地理院に事務局を置く地震予知連絡会が発足。
- 1969年4月24日 : 第1回会合を日比谷公園の松本楼で開催し、萩原尊禮東京大学名誉教授を会長に選出。
- 1969年5月9日 : 第2回本会議、全国の具体的な観測データの報告と検討。
- 1969年11月28日 : 第5回本会議において、「北海道付近の巨大地震の震源域と空白域」、「北海道東部及び北部の水平歪み」などが報告され、検討結果から大規模地震発生の可能性が高いことを、1973年4月26日の衆議院科学技術振興対策特別委員会で説明。約2か月後に、根室半島沖地震が発生。
- 1975年11月20日 : 第31回本会議、4つの作業部会の設置が決定。
- 1977年4月 : 地震予知推進本部は「東海地域の地震予知体制の整備について」を決定。
- 1977年4月18日 : 地震予知連絡会の内部組織として「東海地域判定会」発足（後の、地震防災対策強化地域判定会）。

## 構成組織
国立大学法人など
- 北海道大学大学院理学研究科付属 地震火山研究観測センター
- 東北大学大学院理学研究科 地震・噴火予知研究観測センター
- 東京大学大学院理学系研究科
- 東京大学地震研究所
- 東京工業大学大学院理工学研究科、火山流体研究センター
- 横浜市立大学大学院総合理学研究科
- 名古屋大学大学院環境学研究科 地震火山・防災研究センター
- 京都大学大学院理学研究科
- 京都大学防災研究所
- 鳥取大学工学部土木工学科地圏環境工学研究室
- 九州大学大学院理学研究院附属 地震火山観測研究センター（島原観測所）
- 鹿児島大学大学院理工学研究科附属 南西島弧地震火山観測所
- 統計数理研究所

国の機関・独立行政法人の機関
- 防災科学技術研究所
- 海洋研究開発機構
- 産業技術総合研究所 地質調査総合センター
- 海上保安庁 海洋情報部
- 気象庁
- 国土地理院

その他
- 地震予知総合研究振興会東濃地震科学研究所
- 神奈川県温泉地学研究所

### 類似の組織との比較
| 組織名                     | 発足年 | 任命権者     | 人数 | 設置根拠                 | 任務                                                                                               |
| -------------------------- | ------ | ------------ | ---- | ------------------------ | -------------------------------------------------------------------------------------------------- |
| 地震予知連絡会             | 1969年 | 国土地理院長 | 30名 | 測地学審議会建議         | 観測・研究の情報交換 地震予知・予測に関する学術的検討                                              |
| 火山噴火予知連絡会         | 1974年 | 気象庁長官   | 30名 | 測地学審議会建議         | 情報交換と噴火予知に関する研究・技術開発促進 火山活動の総合判断 観測・研究体制整備のための施策検討 |
| 地震防災対策強化地域判定会 | 1979年 | 気象庁長官   | 6名  | 大規模地震対策特別措置法 | 強化地域に係る大規模な地震発生のおそれの判定 上記に必要な調査検討                                  |
| 地震調査委員会             | 1995年 | 文部科学大臣 | 12名 | 地震防災対策特別措置法   | 観測、測量、調査、研究の結果等の収集、整理、分析 上記に基づく総合的な評価                          |

### 歴代会長・副会長
- 萩原尊禮（はぎわらたかひろ、東京大、東京帝国大卒）（在任1969年4月～1981年3月）
  - 副会長 浅田敏、力武常次（りきたけつねじ）
- 浅田敏（あさだとし、東海大）（在任1981年4月～1991年3月）
  - 副会長 力武常次、茂木清夫
- 茂木清夫（もぎきよお 日本大）（在任1991年4月～2001年3月）
  - 副会長 宇津徳治（うつとくじ）（12-14期），高木章雄（たかぎあきお）（12-13期），青木治三（あおきはるみ、名古屋大ただし信大卒）（14-15期）、大竹政和（15期）
- 大竹政和（おおたけまさかず 東北大、東大卒）（在任2001年4月～2009年3月）
  - 副会長 島崎邦彦、岡田義光（おかだよしみつ）
- 島崎邦彦（しまざきくにひこ 東大）（在任2009年4月～2012年9月）
  - 副会長 平原和朗、松澤暢
- 松澤暢（まつざわとおる 東北大、東北大卒）（在任2012年9月～11月）ただし、代理職
- 平原和朗（ひらはらかずろう 京大）（在任2012年11月～）
  - 副会長 松澤暢、山岡耕春（やまおかこうしゅん 名大）
- 山岡耕春（やまおかこうしゅん 名古屋大ただし名古屋大卒）（2020年現在在任）
  - 副会長 松澤暢（まつざわとおる 東北大）、小原一成（おばらかずしげ 東大ただし東北大卒）